# Bettembos
Bettembos – miejscowość i gmina we Francji, w regionie Hauts-de-France, w departamencie Somma.
Według danych na rok 2011 gminę zamieszkiwało 96 osób, a gęstość zaludnienia wynosiła 23 osoby/km² (wśród 2293 gmin Pikardii Bettembos plasuje się na 909. miejscu pod względem liczby ludności, natomiast pod względem powierzchni na miejscu 950.).